# غيل هينيسي
غيل هينيسي (بالإنجليزية: Gail Hennessey)‏ هي كاتِبة ومُدرسة أمريكية، ولدت في 28 يونيو 1951.